# Comuna Kupciînți, Illinți
Kupciînți (în ucraineană Купчинці) este o comună în raionul Illinți, regiunea Vinnița, Ucraina, formată din satele Iastrubînți, Kupciînți (reședința) și Voloșkove.

## Demografie
Componența lingvistică a satului Kupciînți
     Ucraineană (98,94%)
     Alte limbi (0,92%)
Conform recensământului din 2001, majoritatea populației satului Kupciînți era vorbitoare de ucraineană (98,94%), existând în minoritate și vorbitori de alte limbi.